# 爱迪生 (德克萨斯州)
艾迪生（英語：Addison）是美国得克萨斯州达拉斯县的一个建制镇，位于达拉斯市的北部。在2010年的人口普查中，该镇的人口为13,056人。艾迪生和弗劳尔芒德亦是得克萨斯州仅有的两个在2010年人口普查中人口超过10,000的镇。在达拉斯-沃斯堡-阿灵顿都市区中，艾迪生以其多元化的餐厅类别及夜生活而闻名。

## 人口统计
截至2010年的人口普查数据显示，此镇有13,056人，人口密度为每平方英里3,200.0人(1,234.7/km2)。共有8,205个住房单位，平均密度为每平方英里1,853.4个（715.1/km2）。种族分布为67.8%为白人，9.6%为非裔美国人，0.4%为土著，7.8%为亚裔，0.1%为太平洋岛居民，10.8%为其他种族，3.5%为两个或两个以上的种族。在所有种族当中，西班牙裔或拉丁裔占人口的24.0%。在所有7378个家庭中，共有2,663个家庭在此居住，有14.3%的家庭有18岁以下的未成年人同住，24.5%的家庭是由已婚夫妇同居，8.2%的家庭的女性户主是未婚状态，63.9%属于非家庭住户。52.2%为独自居住，10.2%的家庭为65岁或以上的人独自居住。平均住户规模为1.77人/户，平均家庭规模为2.69人/户。
在该镇有14.5%的人口的年龄在18岁以下，11.6%在18至24岁之间，43.9%在25至44岁之间，22.6%在45至64岁之间，7.2%在65岁或以上，年龄中位数为32.5岁。性别比为每100名女性比99.4名男性。18岁及以上则为每100位女性比99.1名男性。
该镇的家庭收入中位数为56,761美元。该镇的人均收入为45,655美元。7.7%的居民以及13.1%的人口处于贫困线以下。近年来，此镇房价的中位数一直在稳步上升，其中2007年，此镇的房价中位数为35万美元。
| 调查年         | 人口   | 备注  | %±     |
| -------------- | ------ | ----- | ------ |
| 1960           | 308    |       | —      |
| 1970           | 593    |       | 92.5%  |
| 1980           | 5,553  |       | 836.4% |
| 1990           | 8,783  |       | 58.2%  |
| 2000           | 14,166 |       | 61.3%  |
| 2010           | 13,056 |       | −7.8%  |
| 2019年估计     | 16,263 | [ 4 ] | 24.6%  |
| 1960-2000,2010 |        |       |        |

## 气候
艾迪生镇属于副热带湿润气候。

## 历史
早在1846年，艾迪生镇就已经有人居住，因为普林斯顿·维特就在距离艾迪生镇不远处的白石溪建造了一栋房子。1902年，此镇以艾迪生·罗宾逊的名字命名，他曾于1908至1916年担任此镇的邮政局局长。1902年，此镇生产了第一台軋棉機，亦是此镇第一个产业设施。
此地区之前的名称为“Noell Junction”，是以定居者“西德尼·史密斯·诺尔（英語：Sidney Smith Noell）”的名字命名。同时，诺尔街与诺尔小道皆以此人的姓名命名。
1953年6月15日，此镇正式成立，由M·W·莫里斯担任首任镇长，由盖·丹尼斯、罗伯特·W·伍德、小J·E·朱利安、H·T·奈斯贝特以及塞尔登·诺尔斯担任镇参议员。1982年，被正式命名为艾迪生镇。

### 艾迪生镇镇长列表

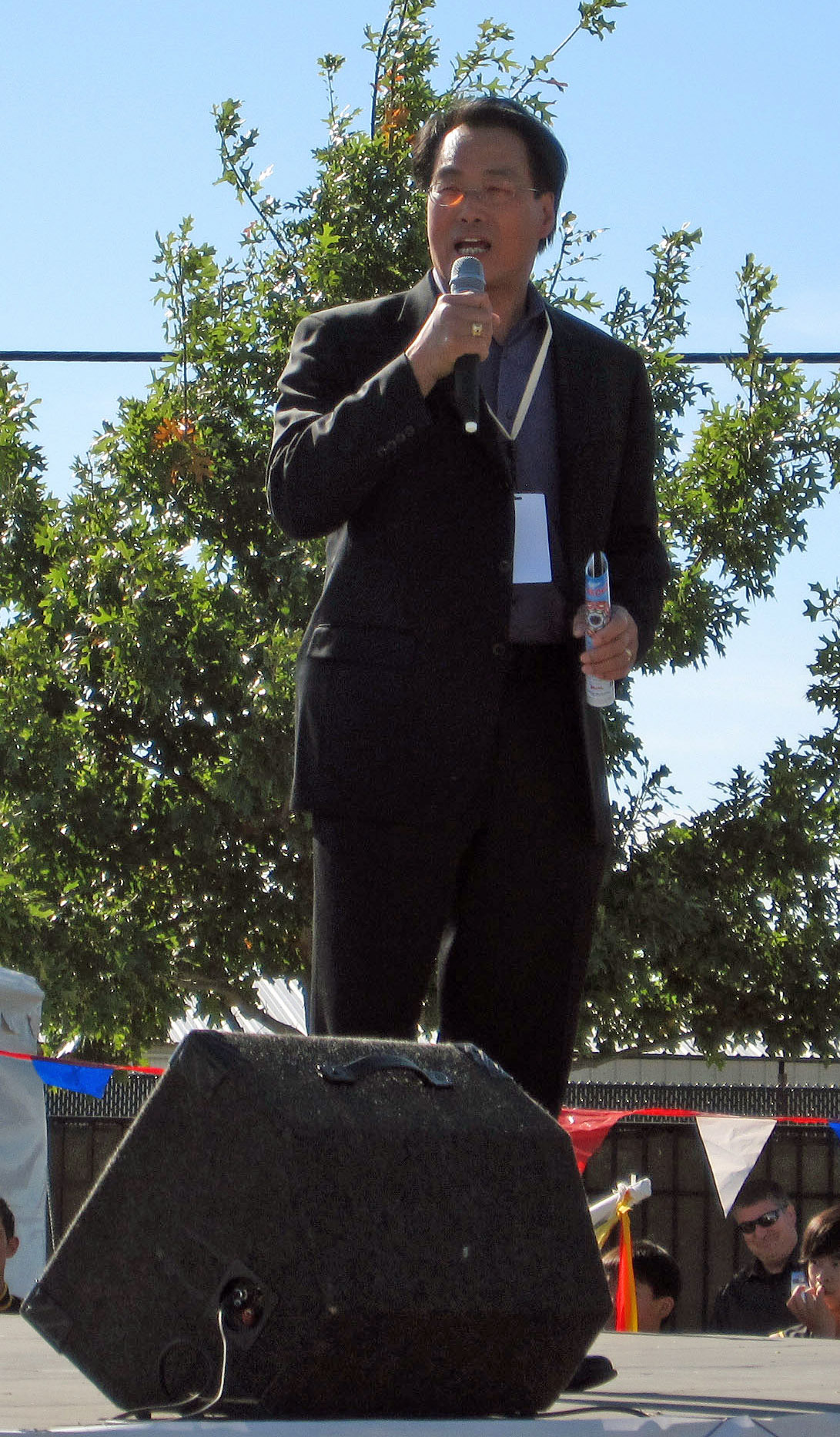
于2005-2011年，2017年至今担任艾迪生镇镇长的乔·周

| #  | 镇长          | 任期开始 | 任期结束 |
| -- | ------------- | -------- | -------- |
| 1  | M·W·莫里斯    | 1953     | 1969     |
| 2  | 米尔顿·J·诺尔 | 1969     | 1973     |
| 3  | 威廉姆·C·库克 | 1973     | 1975     |
| 4  | 杰瑞·瑞丁     | 1975     | 1988     |
| 5  | 林恩·斯普瑞尔 | 1988     | 1993     |
| 6  | 瑞奇·贝克尔特 | 1993     | 1999     |
| 7  | 斯科特·惠勒   | 1999     | 2005     |
| 8  | 乔·周         | 2005     | 2011     |
| 9  | 托德·迈尔     | 2011     | 2017     |
| 10 | 乔·周         | 2017     | 现任     |

## 地理
艾迪生位于32°57′28″N 96°50′6″W / 32.95778°N 96.83500°W。
根据美国普查局的数据，该镇的总面积为4.4平方英里（11平方），其中有100%是陆地。艾迪生与达拉斯、法默斯科和卡罗尔顿等城市接壤。

## 教育

### 公立学校
艾迪生镇的大部分居民被划入达拉斯独立学区，而居住于春谷以及维特鲁威路的居民则被划入卡罗尔顿-法默斯科独立学区。
所有被划入达拉斯独立学区（简称“DISD”）的家庭的子女一般都可以在就近的艾迪生乔治·H·W·布什小学上学。布什小学的教学范围涵盖了艾迪生镇的大部分地区。然而居住于布什小学教学范围之外的家庭若没有私人交通工具，则其子女无法进入布什小学上学。其它位于DISD范围以内并且为艾迪生镇提供学位的学校，还包括位于达拉斯的安妮·弗兰克小学以及位于卡罗尔顿的杰瑞·朱金斯小学。
几十年之前，艾迪生镇要求达拉斯教育局准许他们使用对环境敏感的建筑材料来建造布什小学，教授学前班至五年级课程的学校是以于2008年5月批准的一批债券作为资金来建造的。布什学校与格林希尔学校相毗邻，且均位于艾迪生步道系统的沿线地区。因此，两所学校可使用自行车或步行的方式通过Les Lacs和Midway Meadows分区进入其学校大门。布什学校的一楼有多达60,000平方英尺（5,600平方）的面积空间，二楼有多达30,000平方英尺（2,800平方）的面积空间。布什学校有两个田径场，位于其活动场所的北部。在非上课时间内，艾迪生镇的居民可无偿使用该场地进行运动。
在布什小学与朱金斯小学就读的学生毕业后通常被划入达拉斯的沃克中学以及瓦伦·特拉维斯·怀特高中就读。而在弗兰克小学就读的学生毕业以后则通常被划入本杰明·富兰克林中学以及希尔克雷斯特高中就读。
被划入C-FBISD学区的家庭的子女，一部分由位于法默斯科斯塔克小学提供学位。另一部分由位于卡罗尔顿的尼尔·雷·麦克劳克林小学以及位于法默斯科的南希·H·斯特克斯兰学校提供学位。所有被划入C-FBISD学区的家庭子女由位于法默斯科的薇薇安·菲尔德中学以及位于卡罗尔顿的R·L·特纳高中提供学位。

### 私立学校
艾迪生共有两所私立学校，都是男女共学性质。格林希尔学校从学前班到高中共招收1200多名学生，而圣三一基督学校则从学前班到高中共招收1400多名学生。

### 社区大学
得克萨斯州立法机关将达拉斯县以及C-FBISD学区划入达拉斯社区学院的范畴之内。

## 政党选举
| 年份 | 民主党       | 共和党       | 第三党    |
| ---- | ------------ | ------------ | --------- |
| 2020 | 60.08% 4,465 | 38.27% 2,844 | 1.65% 123 |
| 2016 | 51.05% 3,050 | 42.88% 2,562 | 6.07% 363 |
| 2012 | 44.10% 2,170 | 54.05% 2,660 | 1.85% 91  |

## 经济

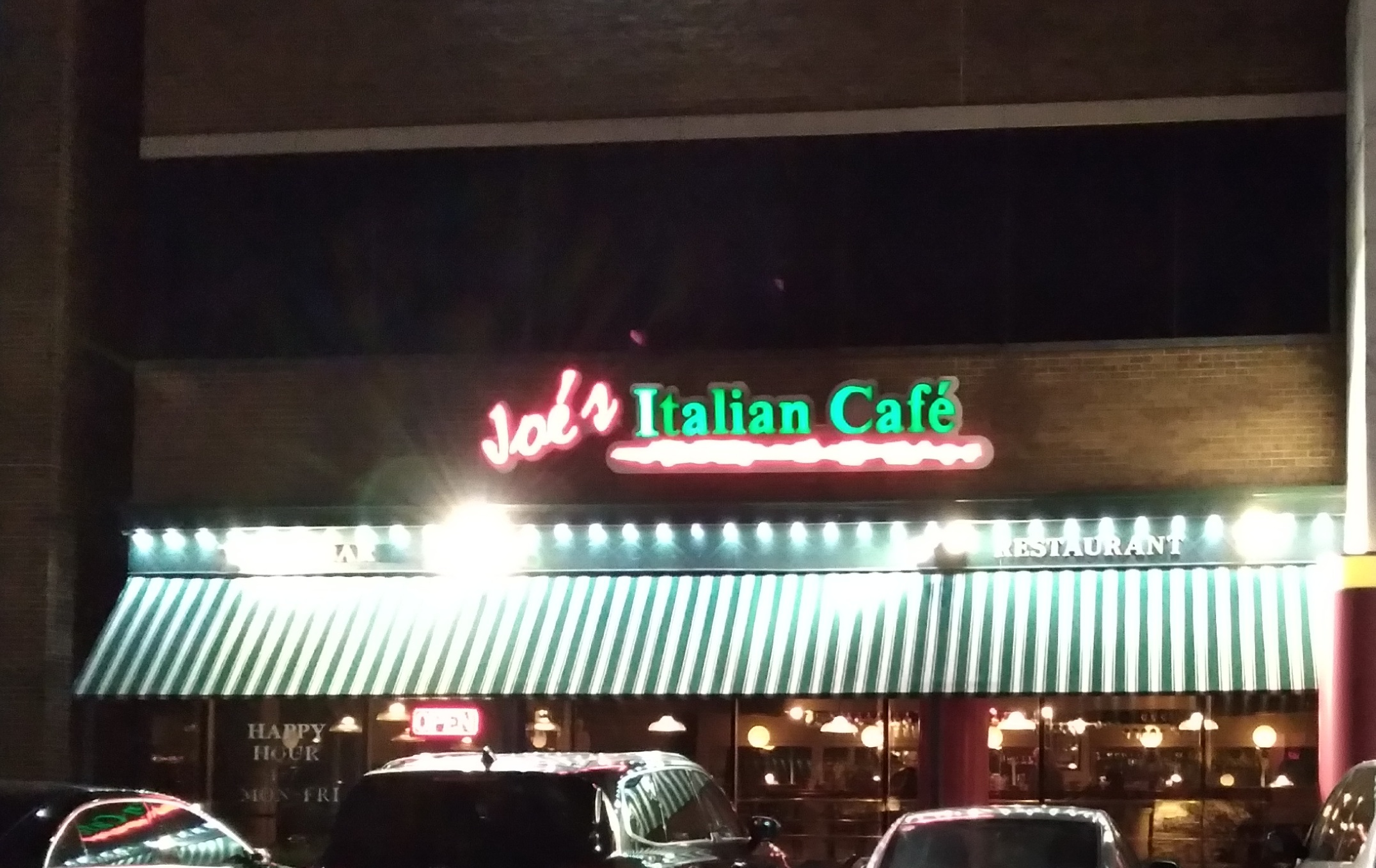
乔氏意大利咖啡厅是当地的特色之一

时至今日，自80年代以来，艾迪生的商业经济迎来了快速的增长。虽然艾迪生仅有约1.3万个居民，但是在白天，该镇的活动人口估计至少超过10万人。
艾迪生有超过170多家餐馆，其中每79个居民就有一家餐馆。艾迪生亦是达拉斯地区就餐的热门地点，因为艾迪生镇准许餐馆供应酒精饮料，而附近许多城市均不供应。艾迪生共有22家酒店，总共有至少4000个酒店房间及会议室。
艾迪逊机场大约占据了该镇11.5平方（4.4平方英里）一半的面积，亦是全德州第三大通用航空机场。位于艾迪生镇的企业包括德雷瑟工业、达萨克公司和玛丽·凯伊。其他企业包括美国银行、Concentra以及雷格斯均在艾迪生镇设立有分部。
艾迪生亦是Hand Drawn Pressing公司的总部所在地，它是世界上第一个全自动化的黑胶唱片压印厂。